# 法医秦明 (小说)
法医秦明，是中国法医秦明创作的犯罪推理悬疑系列小说。现已出版《尸语者》、《无声的证词》、《第十一根手指》、《清道夫》、《幸存者》、《偷窥者》、《天谴者》、《遗忘者》、《玩偶》、《白卷》十本。
作者秦明为就职于安徽省公安厅物证鉴定中心的专职法医，以工作案例创作小说，虚构时间、地点和人物。

## 出版书籍
| 书名         |            |                        |
| 书名         | 發售日期   | ISBN                   |
| ------------ | ---------- | ---------------------- |
| 尸语者       | 2012年10月 | ISBN 978-7-540-45759-4 |
| 无声的证词   | 2013年5月  | ISBN 978-7-540-76467-8 |
| 第十一根手指 | 2014年6月  | ISBN 978-7-540-46697-8 |
| 清道夫       | 2015年4月  | ISBN 978-7-540-47114-9 |
| 幸存者       | 2016年4月  | ISBN 978-7-540-47575-8 |
| 偷窥者       | 2017年7月  | ISBN 978-7-540-48209-1 |
| 天谴者       | 2018年11月 | ISBN 978-7-559-42755-7 |
| 遗忘者       | 2020年7月  | ISBN 978-7-559-64237-0 |
| 玩偶         | 2021年9月  | ISBN 978-7-559-65446-5 |
| 白卷         | 2023年7月  | ISBN 978-7-559-47815-3 |

## 人物命名
小说主角秦明使用了作者本人名字，痕检员林涛原型为作者同事王林涛，秦明妻子铃铛来自作者妻子的网名“铃铛姐姐”。秦明的师父陈总（陈毅然）的原型是作者的师父陈林。

## 出版时间
2012年9月，第一部《尸语者》出版。2015年，《第十一根手指》获第一届网络文学双年奖优秀奖。2016年10月的报道，称秦明正在创作法医秦明系列第六本小说。同年，网络剧《法医秦明》播出。2018年制作播出续集——《法医秦明II》，以及《法医秦明之幸存者》。2019年6月，上映电影《秦明·生死语者》。